# Іванова-Верес Валентина
Валенти́на Івано́ва-Ве́рес (Стаху́рова, Стахура) (нар. 1896, Чернігів — † 31 травня 1960, Янгстаун, Огайо, США) — українська актриса (драматична героїня), співачка (сопрано), театральний режисер.
Виступала в театрах, очолюваних Миколою Садовським. Згодом — акторка Руського театру «Просвіти» (1921—1923, 1927—1936) в Ужгороді, режисер Земського підкарпатського народного театру (1934—1938, Ужгород). Професор Театральної школи і режисер Краєвого театру Підкарпатської Руси.

## Життєпис
Валентина Іванова народилась 1896 року в Чернігові. Ще з дитячих років проявляла любов до мистецтва, і вже у 1913 році поступила в Театр Миколи Садовського в Києві, в якому на той час уже працювала співачкою її старша сестра Марія. У цьому театрі Валентина отримувала дедалі серйозніші ролі, а згодом, переїхавши з Миколою Садовським до Кам'янця-Подільського, стала примадонною Державного театру УНР.
Грала ролі в п'єсах «Бояриня», «Циганка Аза», «Чорт жінка», «Панна Мара», «Брехня», «Білий ведмідь і Чорна пантера», «Казка старого млина», «Про що тирса шелестіла», «Гандзя», «Наймичка», «Кума Марта» Шатковського, «Маруся Богуславка», «Запорожець за Дунаєм».
Виступала під псевдонімом В. Іванова-Валюшко, пізніше — В. Іванова-Верес.
У квітні 1920 року, залишивши Кам'янець-Подільський, разом з групою артистів на чолі з Садовським переїздить до Станиславова. Виступали там у квітні й травні, а в червні перебралися до Тернополя, згодом до Тарнова і Львова..
У липні 1921 разом з Миколою Садовським переїздить до Ужгорода, де створюється новий театр..
З нагоди 20-річчя театральної діяльності Валентини Іванової-Верес Микола Аркас поставив «Чорну Пантеру і Білого Ведмедя» Володимира Винниченка (прем'єра — 16.12.1933). В одному з листів від 12 січня 1934 року Валентина писала: «моя вистава відбулася загалом помпезно. Театр був повний різної публіки і української, і росіян, і чехів було багато».
1936 року з Народним театром Підкарпатської Руси була на гастролях у Празі, де виступали у відомому Театрі на Виноградех. Одну з вистав — «Безталанна» — Валентина поставила щирою українською мовою оригіналу. На всіх виставах театру був присутній президент ЧСР Едвард Бенеш і губернатор Підкарпатської Руси К. Грабар.
Українською мовою В. Іванова-Верес поставила «Наймичку» І. Карпенка-Карого, а також «Бородате непорозуміння» Р. Сливки на закарпатському діалекті (1938, Ужгород).
У 1939 переїхала в Братиславу, згодом — в Німеччину.
1948 року на початку вересня переїхала в США і осіла разом з родиною у місті Янгстауні (Огайо), де жила до самої смерті. Там була членом УНС, брала участь в громадському житті, виступала з декламаціями або сольними співами на всіх українських національних імпрезах. Любила декламувати твори Шевченка, які знала напам'ять.
31 травня 1960 раптово пішла з життя від серцевого нападу.

## Ролі
- Петрова молода («Страшна помста» (за М. Гоголем) С. Черкасенка, Театр Миколи Садовського, 1914)
- Анелька («Казка старого млина» С. Черкасенка, Театр Миколи Садовського, 1915)[7]
- Оксана («Бояриня», 1920, Театр УНР, грала по черзі з Ніною Горленко)
- Оксана («Про що тирса шелестіла» С. Черкасенка)
- Одарка («Запорожець за Дунаєм» Гулака-Артемовського, Ужгород, прем'єра 22 вересня 1921, на якій був присутній Президент ЧСР Т. Масарик)
- Маруся («Маруся Богуславка» Старицького)